# Haru Kuroki
Haru Kuroki,  (黒木 華?, Kuroki Haru) (Osaka, 14 marzo 1990), è un'attrice e doppiatrice giapponese.

## Biografia
Il debutto cinematografico avviene nel 2011 nel film Tokyo Oasis diretto da Kana Matsumoto e Kayo Nakamura, nel quale interpreta la giovane Yasuko. L'anno seguente presta la voce al personaggio di Yuki nel cartone animato Wolf Children - Ame e Yuki i bambini lupo di Mamoru Hosoda e inizia a comparire in alcune serie televisive.
Nel 2013 è nel cast di tre film, A Chair on the Plains, The Great Passage e Flower of Shanidar, grazie ai quali acquisisce una discreta notorietà in patria e vince il premio come miglior talento emergente ai Nikkan Sports Film Awards, ai Kinema Junpo Awards e allo Yokohama Film Festival.
Il maggiore successo per Haru Kuroki arriva nel 2014 con l'interpretazione in The Little House di Yōji Yamada, per la quale riceve l'Orso d'argento per la migliore attrice alla 64ª edizione del Festival Berlino e il premio come miglior attrice non protagonista ai Japan Academy Awards, i più importanti riconoscimenti cinematografici giapponesi.
Nel 2015 è nel cast del film in due parti Solomon's Perjury, entrambe dirette da Izuru Narushima, e di Nagasaki: Memories of My Son di Yōji Yamada che le frutta il secondo riconoscimento come miglior attrice non protagonista ai Japan Academy Awards.

## Filmografia
- Tokyo Oasis (Tōkyō oashisu), regia di Kana Matsumoto e Kayo Nakamura (2011)
- A Chair on the Plains (Sōgen no isu), regia di Izuru Narushima (2013)
- The Great Passage (Fune wo amu), regia di Yūya Ishii (2013)
- Flower of Shanidar (Shanidāru no hana), regia di Gakuryū Ishii (2013)
- The Little House (Chiisai ouchi), regia di Yōji Yamada (2014)
- Silver Spoon (Gin no saji), regia di Keisuke Yoshida (2014)
- A Stitch of Life (Tsukuroi tatsu hito), regia di Yukiko Mishima (2015)
- The Curtain Rises (Maku ga agaru), regia di Katsuyuki Motohiro (2015)
- Solomon's Perjury Part 1: Suspicion (Soromon no gishō: Zenpen - Jiken), regia di Izuru Narushima (2015)
- Solomon's Perjury Part 2: Judgement (Soromon no gishō: Kōhen - Saiban), regia di Izuru Narushima (2015)
- Nagasaki: Memories of My Son (Haha to kuraseba), regia di Yōji Yamada (2015)
- A Bride for Rip Van Winkle (Rippu Van Winkuru no hanayome), regia di Shunji Iwai (2016)
- Emi abi no hajimari to hajimari, regia di Kensaku Watanabe (2016)
- The Long Excuse (Nagai iiwake), regia di Miwa Nishikawa (2016)
- To Each His Own (Chotto imakara shigoto yametekuru), regia di Izuru Narushima (2017)
- Lear on the Shore (Umibe no Ria), regia di Masahiro Kobayashi (2017)
- Chiri tsubaki (散り椿?), regia di Daisaku Kimura (2018)
- Nichi nichi kore kōjitsu (日日是好日?), regia di Tatsushi Ōmori (2018)
- Oku otoko (億男?), regia di Keishi Ōtomo (2018)
- Biblia koshodō no jiken techō (ビブリア古書堂の事件手帖?), regia di Matsuyama Hiroaki e Miyaki Shogo (2018)
- Kuru (来る?), regia di Tetsuya Nakashima (2018)
- My Sweet Grappa Remedies, regia di Akiko Ōku (2020)

## Televisione

### Serie Tv
- Jun to Ai, regia di Yoshirō Nagikawa e Hideki Fujinami (2012) - 1 episodio
- Mahoro ekimae bangaichi, regia di Hitoshi Ohne (2013) - 1 episodio
- Legal High, regia di Junichi Ishikawa (2013) - 2ª stagione
- Hanako & Anne (Hanako to An), regia di Tsuyoshi Yanagawa e Zen'nosuke Matsuura (2014) - 1 episodio
- Gou-Gou datte Neko de aru, regia di Isshin Inudō (2014)
- Murder on the Orient Express (Oriento kyuukou satsujin jiken), regia di Keita Kōno (2015)
- Tennō no ryōriban (Ten'nō no Ryōriban), regia di Yūichirō Hirakawa e Shingo Okamoto (2015)
- Sanadamaru, regia di Takafumi Kimura e Shōhei Doi (2016) - 1 episodio
- Sleepeeer Hit! (Jūhan Shuttai), regia di Nobuhiro Doi (2016)
- Mi o Tsukushi ryōrichō, regia di Takeshi Shibata e Mineyo Satō (2017)
- Segodon (西郷どん?) (2018)

### Film Tv
- Yo ni mo Kimyō na Monogatari: '13 Aki no Tokubetsu-hen (2013)

## Doppiaggio
- Yuki in Wolf Children - Ame e Yuki i bambini lupo (Ookami kodomo no Ame to Yuki), regia di Mamoru Hosoda (2012)
- Satomi Hagino-sensei in The Murder Case of Hana & Alice (Hana to Arisu satsujin jiken), regia di Shunji Iwai (2015)
- Ichirohiko da bambino in The Boy and the Beast (Bakemono no ko), regia di Mamoru Hosoda (2015)
- Mirai in Mirai, regia di Mamoru Hosoda (2018)

## Riconoscimenti
- 2013
  - Blue Ribbon Awards
Nomination Miglior attrice non protagonista per The Great Passage
  - Nikkan Sports Film Awards
Miglior talento emergente per A Chair on the Plains e The Great Passage
  - Yokohama Film Festival
Miglior talento emergente per A Chair on the Plains, Flower of Shanidar e The Great Passage

- 2014
  - Festival internazionale del cinema di Berlino
Orso d'argento per la migliore attrice per The Little House
  - Kinema Junpo Awards
Miglior attrice emergente per The Great Passage, Flower of Shanidar, A Chair on the Plains e Mahoro ekimae bangaichi

- 2015
  - Asian Film Awards
Nomination Miglior attrice non protagonista per The Little House
  - Japan Academy Awards
Miglior attrice non protagonista per The Little House

- 2016
  - Japan Academy Awards
Miglior attrice non protagonista per Nagasaki: Memories of My Son

- 2017
  - Asian Film Awards
Nomination Miglior attrice per A Bride for Rip Van Winkle
  - Japan Academy Awards
Nomination Miglior attrice per A Bride for Rip Van Winkle